# Драфт НБА 1998 года
Драфт НБА 1998 года прошёл 24 июня в «Дженерал Моторс Плэйс», Ванкувер.
Под первым номером был выбран Майкл Оловоканди, позже названный спортивным еженедельником «Sports Illustrated» одной из самых больших ошибок драфтов НБА.
Шесть игроков участвовавших на этом драфте минимум один раз сыграли в Матче всех звёзд: Дирк Новицки, Винс Картер, Антуан Джеймисон, Пол Пирс, Рашард Льюис и невыбранный Брэд Миллер.
Рафер Элстон до драфта участвовал в стритбольном «AND1 Mixtape Tour», где был известен под именем Skip to My Lou.

## Первый раунд

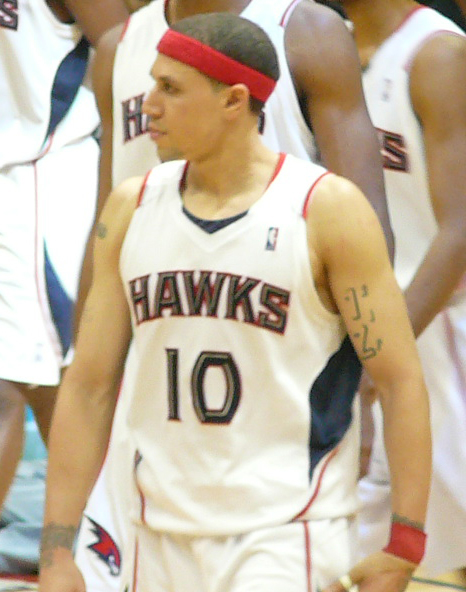
Майк Бибби, 2-й номер драфта

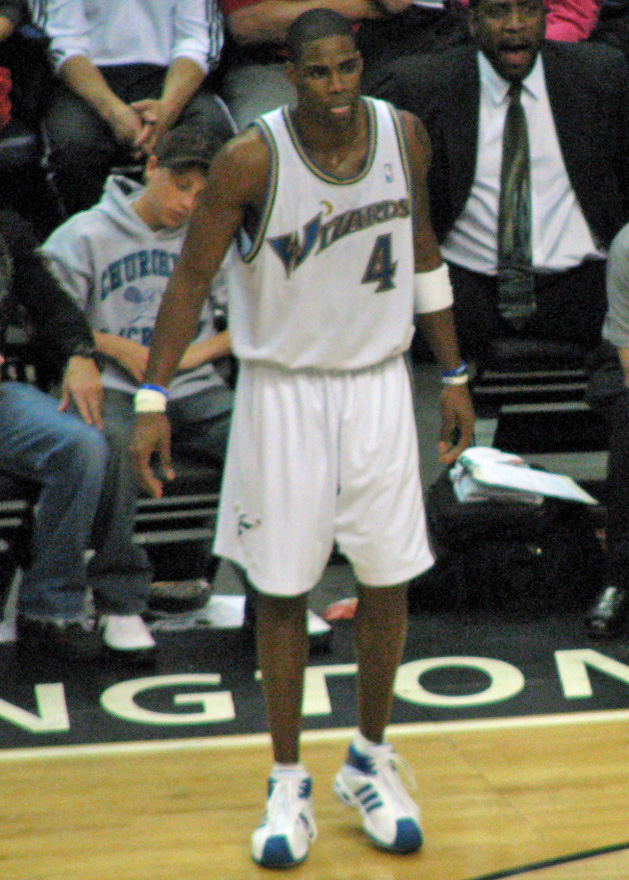
Антуан Джеймисон, 4-й н.д.

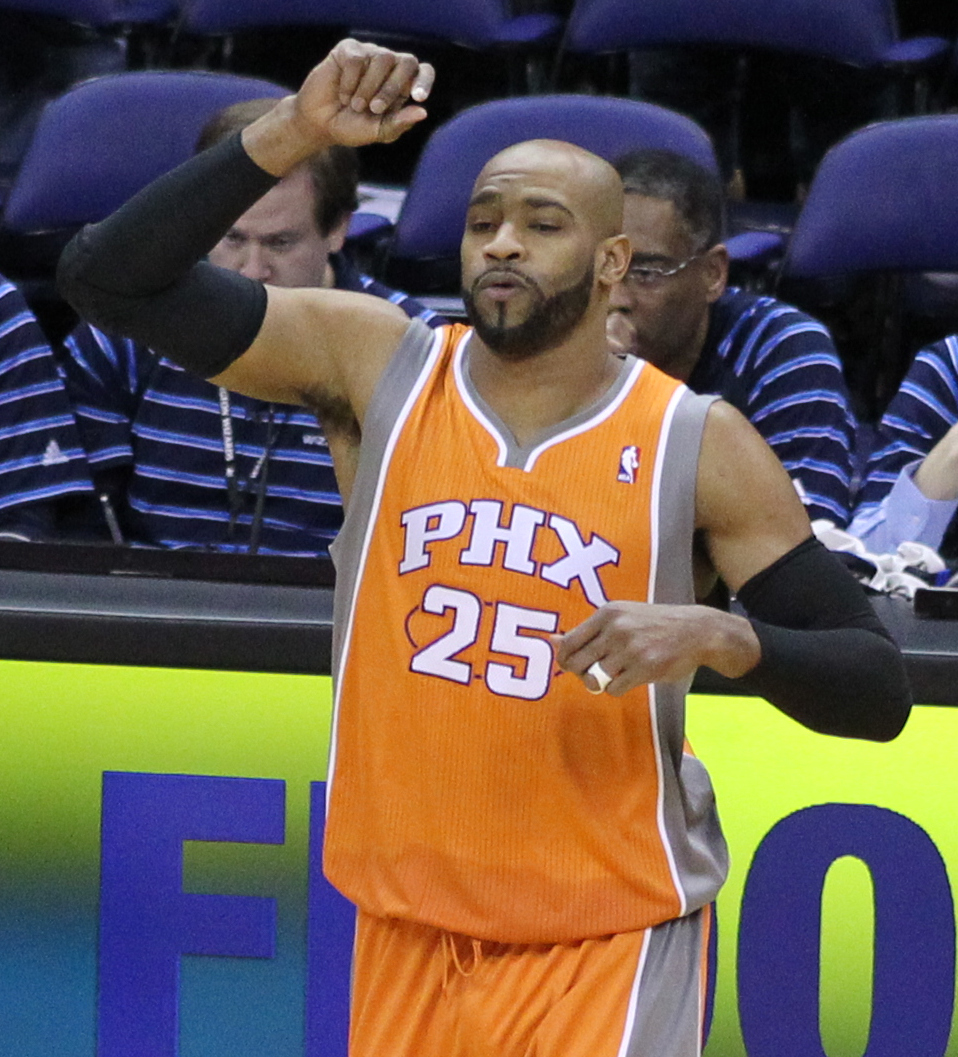
Винс Картер, 5-й н.д.

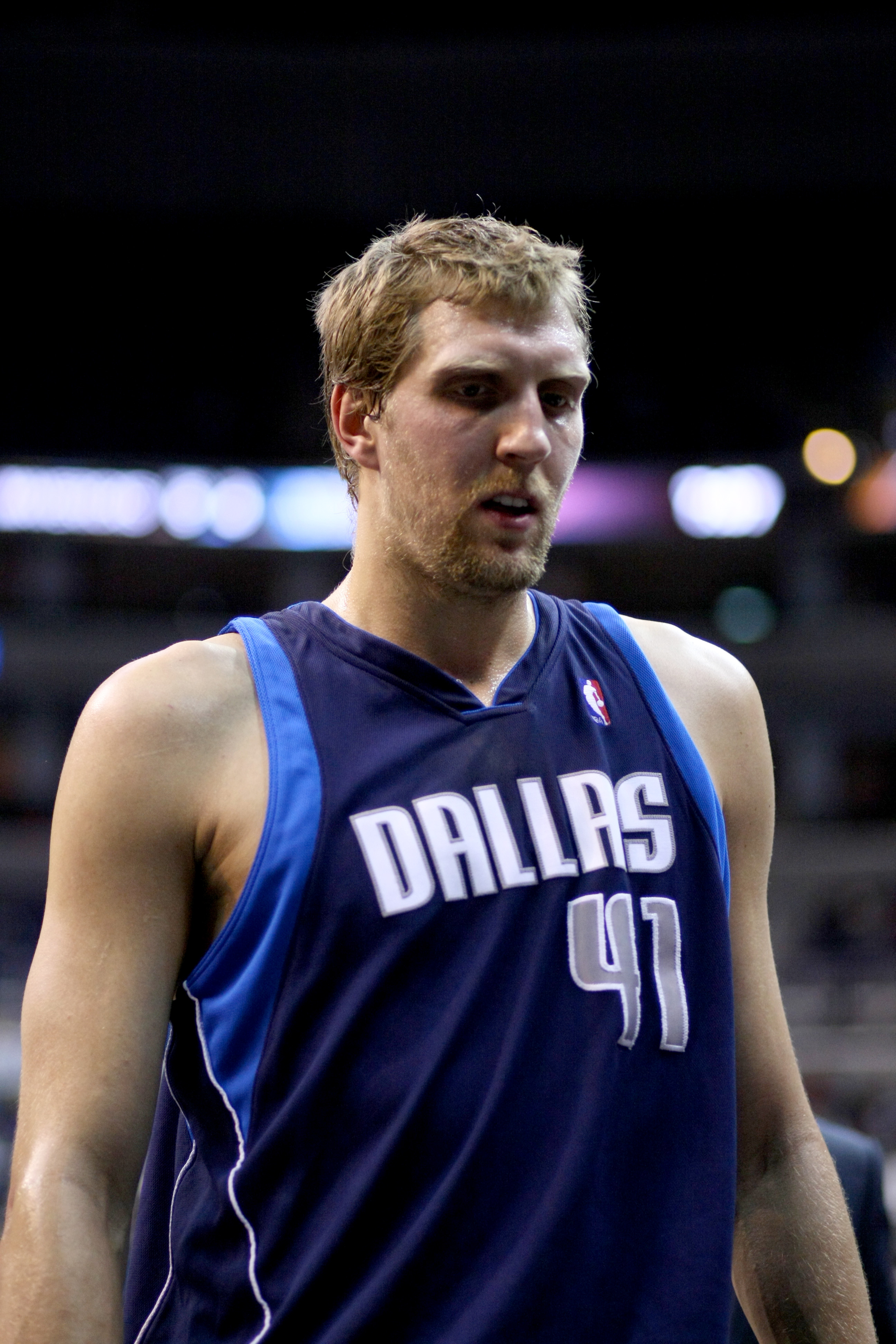
Дирк Новицки, 9-й н.д.

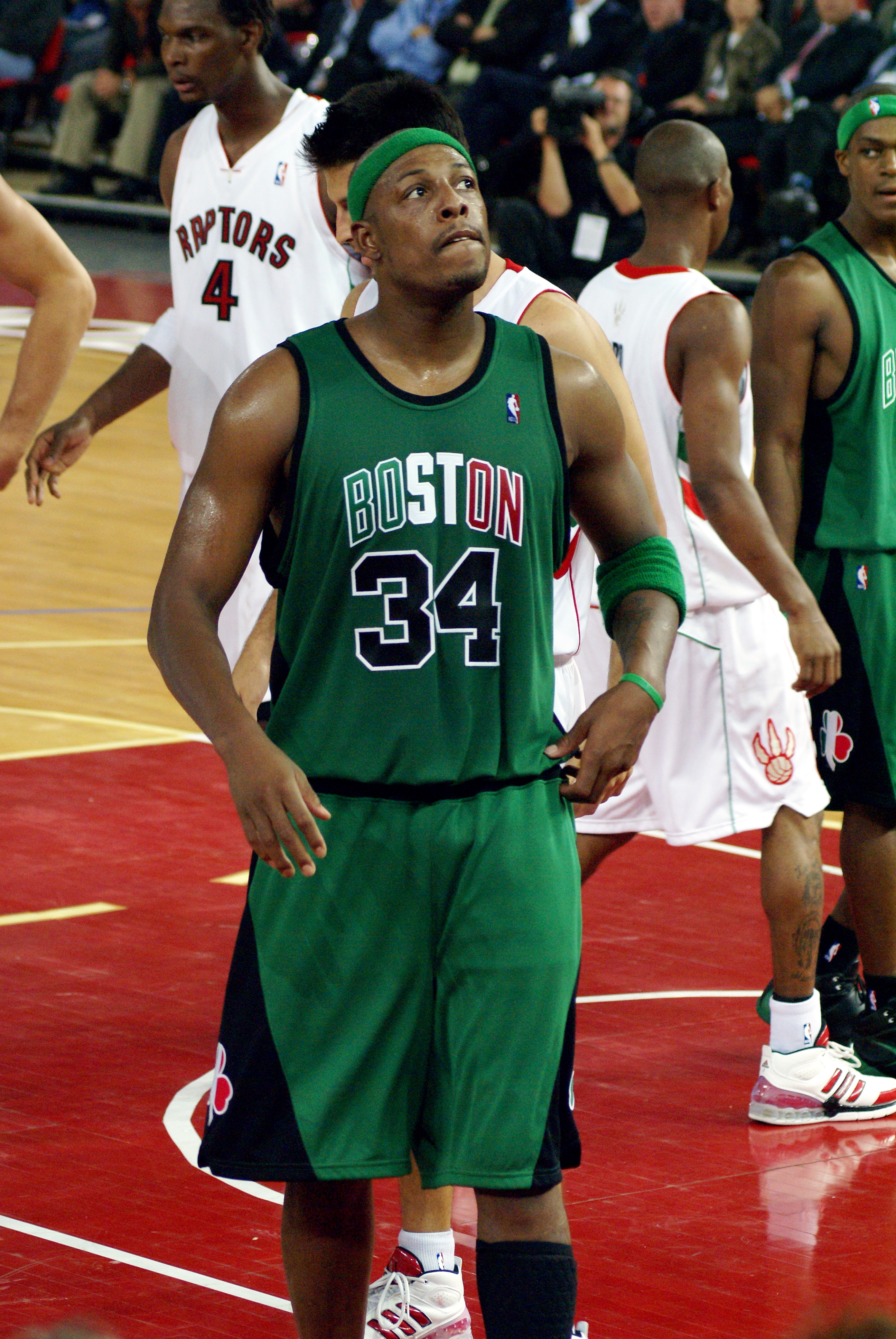
Пол Пирс, 10-й н.д.

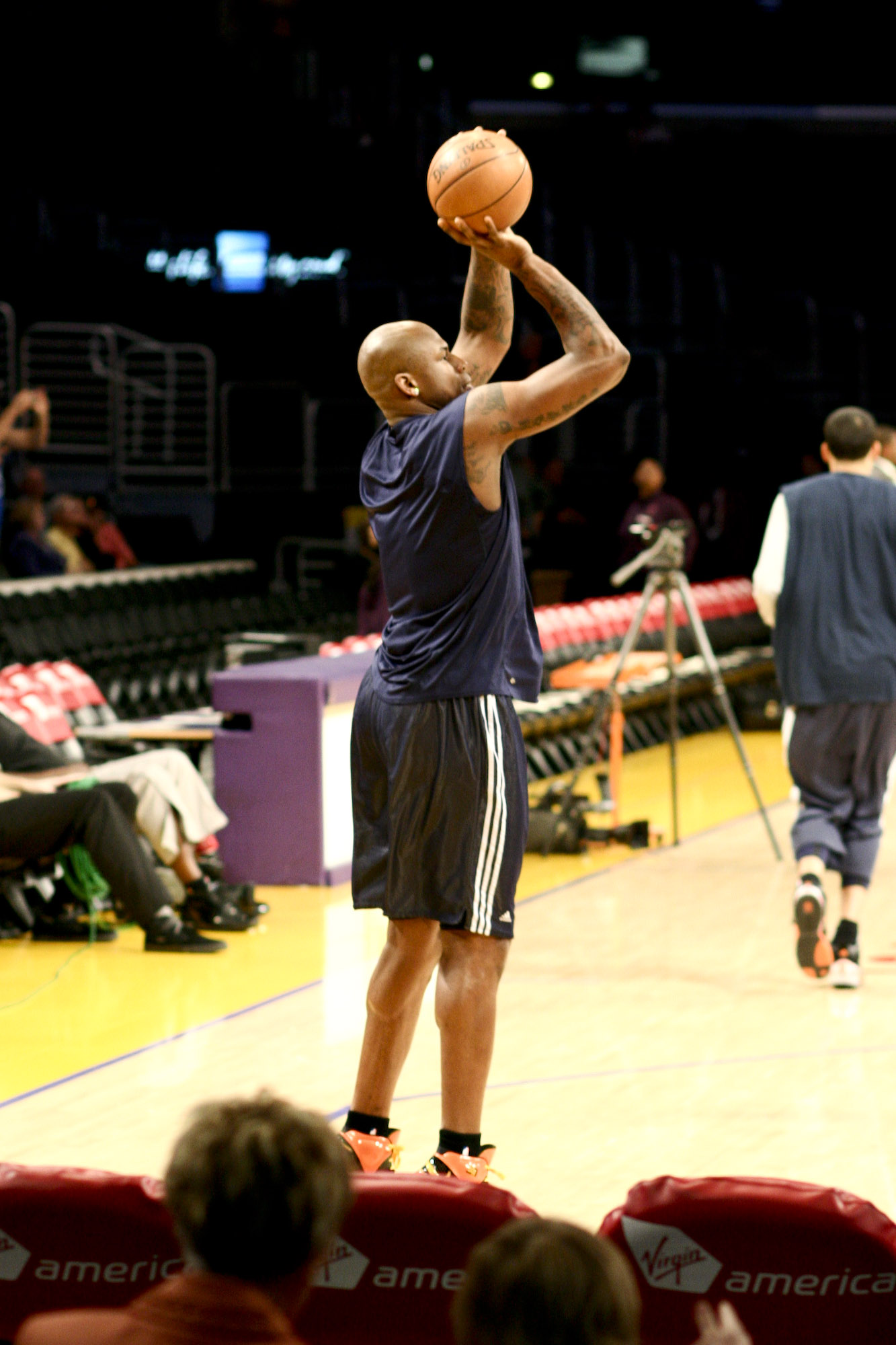
Harrington warming up before a Warriors/Lakers game on March 23, 2008

|  | Выделены игроки, выбранные в Зал славы баскетбола                   |
|  | Выделены участники Матча всех звёзд и игроки сборной всех звёзд НБА |
|  | Выделены участники Матча всех звёзд                                 |
|  | Выделены игроки сборной всех звёзд                                  |
|  | Выделены игроки, не игравшие в НБА                                  |

| № драфта | Игрок               | Национальность           | Команда НБА                                          | Школа/Университет/Клуб                            |
| -------- | ------------------- | ------------------------ | ---------------------------------------------------- | ------------------------------------------------- |
| 1        | Майкл Оловоканди    | Нигерия                  | Лос-Анджелес Клипперс                                | Тихоокеанский Университет                         |
| 2        | Майк Бибби          | США                      | Ванкувер Гриззлис                                    | Аризона Уайлдкэтс                                 |
| 3        | Раф Лафренц         | США                      | Денвер Наггетс                                       | Канзас Джэйхоукс                                  |
| 4        | Антуан Джеймисон    | США                      | Торонто Рэпторс (обменян в «Голден Стэйт»)           | Северная Каролина Тар Хилз                        |
| 5        | Винс Картер         | США                      | Голден Стэйт Уорриорз (обменян в «Торонто»)          | Северная Каролина Тар Хилз                        |
| 6        | Роберт Трэйлор      | США                      | Даллас Маверикс (обменян в «Милуоки»)                | Мичиган Уолверайнз                                |
| 7        | Джейсон Уильямс     | США                      | Сакраменто Кингз                                     | Флорида Гейторс                                   |
| 8        | Ларри Хьюз          | США                      | Филадельфия 76                                       | Сент-Луис Билликенс                               |
| 9        | Дирк Новицки        | Германия                 | Милуоки Бакс (обменян в «Даллас»)                    | Вюрцбург (2-я немецкая бундеслига)                |
| 10       | Пол Пирс            | США                      | Бостон Селтикс                                       | Канзас Джэйхоукс                                  |
| 11       | Бонзи Уэллс         | США                      | Детройт Пистонс                                      | Бол Стэйт Кэрдиналз                               |
| 12       | Майкл Долеак        | США                      | Орландо Мэджик                                       | Юта Ютз                                           |
| 13       | Кеон Кларк          | США                      | Орландо Мэджик (из «Голден Стэйт» через «Вашингтон») | УНЛВ Раннин Ребелз                                |
| 14       | Макл Дикерсон       | США                      | Хьюстон Рокетс                                       | Аризона Уайлдкэтс                                 |
| 15       | Мэтт Харпринг       | США                      | Орландо Мэджик (из «Нью-Джерси»)                     | Джорджия Тех Йеллоу Джэкетс                       |
| 16       | Брайс Дрю           | США                      | Хьюстон Рокетс                                       | Валпараизо Крузадерз                              |
| 17       | Радослав Нестерович | Словения                 | Миннесота Тимбервулвз                                | Киндер Болонья (Серия A)                          |
| 18       | Мирсад Тюркджан     | Турция                   | Хьюстон Рокетс (из «Торонто» через «Портленд»)       | Эфес Пилсен (Турецкая баскетбольная лига)         |
| 19       | Пэт Гэррити         | США                      | Милуоки Бакс (из «Кливленда», обменян в «Финикс»)    | Нотр-Дам Файтинг Айриш                            |
| 20       | Рошоун МакЛеод      | США                      | Атланта Хокс                                         | Дьюк Блю Девилз                                   |
| 21       | Рики Дэвис          | США                      | Шарлотт Хорнетс                                      | Айова Хоукайз                                     |
| 22       | Брайан Скиннер      | США                      | Лос-Анджелес Клипперс (из «Майами»)                  | Бэйлор Бирз                                       |
| 23       | Тайрон Лью          | США                      | Денвер Наггетс (из «Финикса», обменян в «Лейкерс»)   | Небраска Корнхаскерз                              |
| 24       | Фелипе Лопез        | Доминиканская Республика | Сан-Антонио Спёрс (обменян в «Ванкувер»)             | Университет Сент-Джона                            |
| 25       | Эл Харрингтон       | США                      | Индиана Пэйсерс                                      | Средняя школа Сент-Патрика (Элизабет, Нью-Джерси) |
| 26       | Сэм Джэйкобсон      | США                      | Лос-Анджелес Лейкерс                                 | Миннесота Голден Гоферс                           |
| 27       | Владимир Степания   | Грузия                   | Сиэтл Суперсоникс                                    | Олимпия (Любляна) (Премьер A)                     |
| 28       | Кори Бенджамин      | США                      | Чикаго Буллз                                         | Орегон Стэйт Беверз                               |
| 29       | Назр Мохаммед       | США                      | Юта Джаз (обменян в «Филадельфию»)                   | Кентукки Уайлдкэтс                                |

## Второй раунд

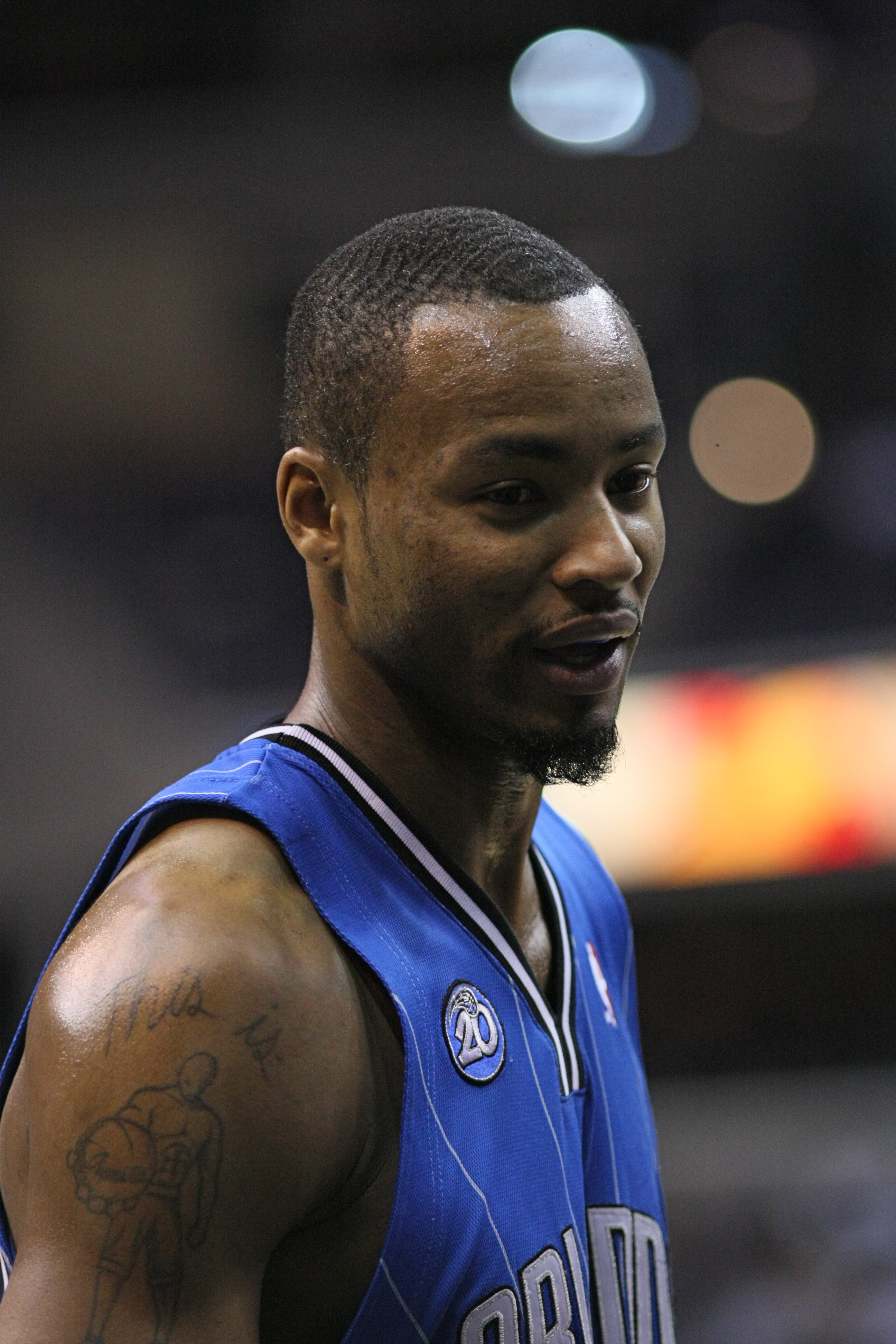
Рашард Льюис, 32-й н.д.

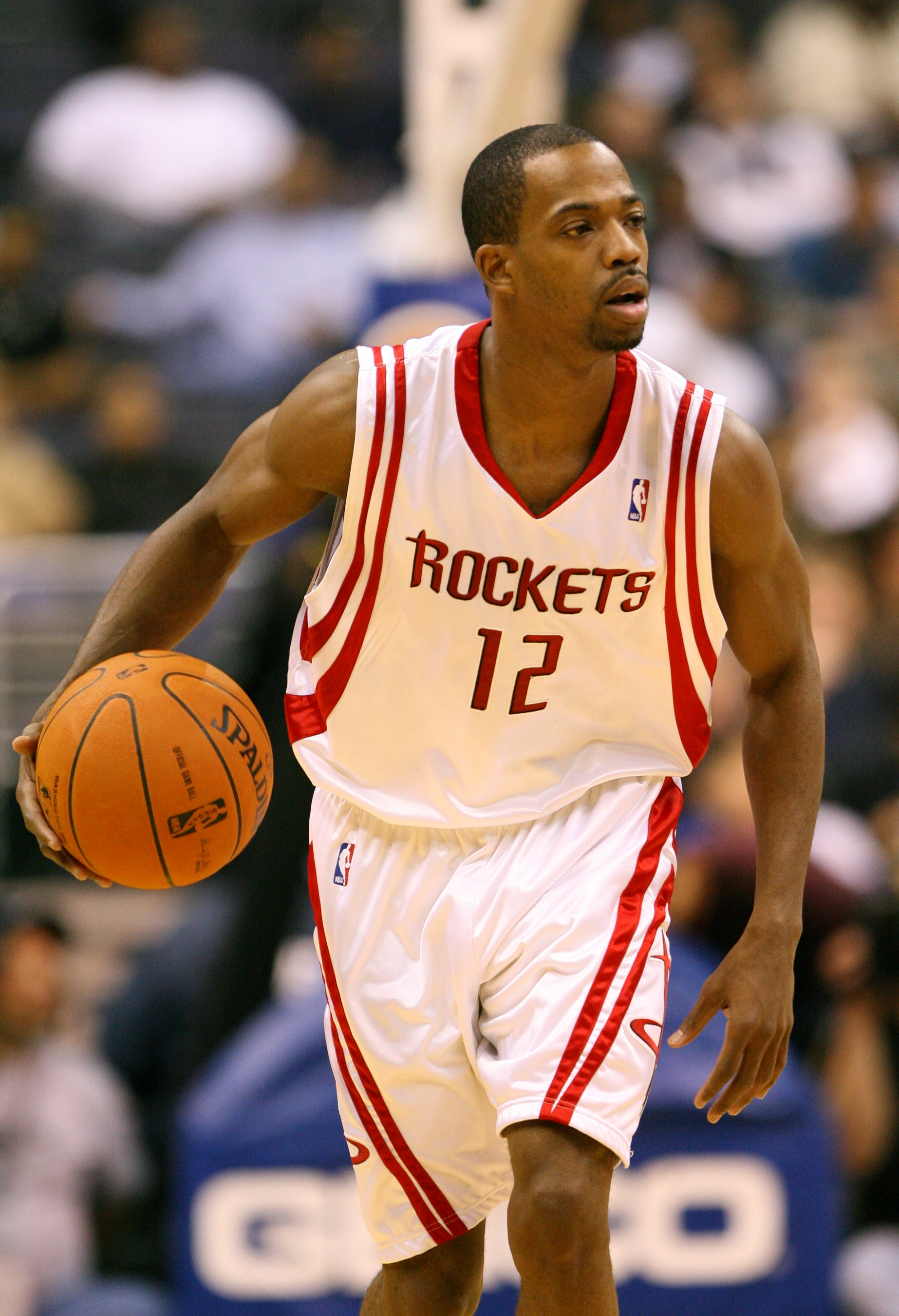
Рафер Элстон, 39-й н.д.

| № драфта | Игрок           | Национальность | Команда НБА                       | Школа/Университет/Клуб                    |
| -------- | --------------- | -------------- | --------------------------------- | ----------------------------------------- |
| 32       | Рашард Льюис    | США            | Сиэтл Суперсоникс (из «Детройта») | Средняя школа Элиф Элсик (Хьюстон, Техас) |
| 34       | Шэммонд Уильямс | США            | Чикаго Буллз (из «Голден Стэйт»)  | Северная Каролина Тар Хилз                |
| 39       | Рафер Элстон    | США            | Милуоки Бакс                      | Фресно Стэйт Бульдогз                     |
| 41       | Куттино Мобли   | США            | Хьюстон Рокетс                    | Род-Айленд Рэмс                           |
| 58       | Масео Бастон    | США            | Чикаго Буллз                      | Мичиган Вулверинс                         |

## Известные невыбранные игроки

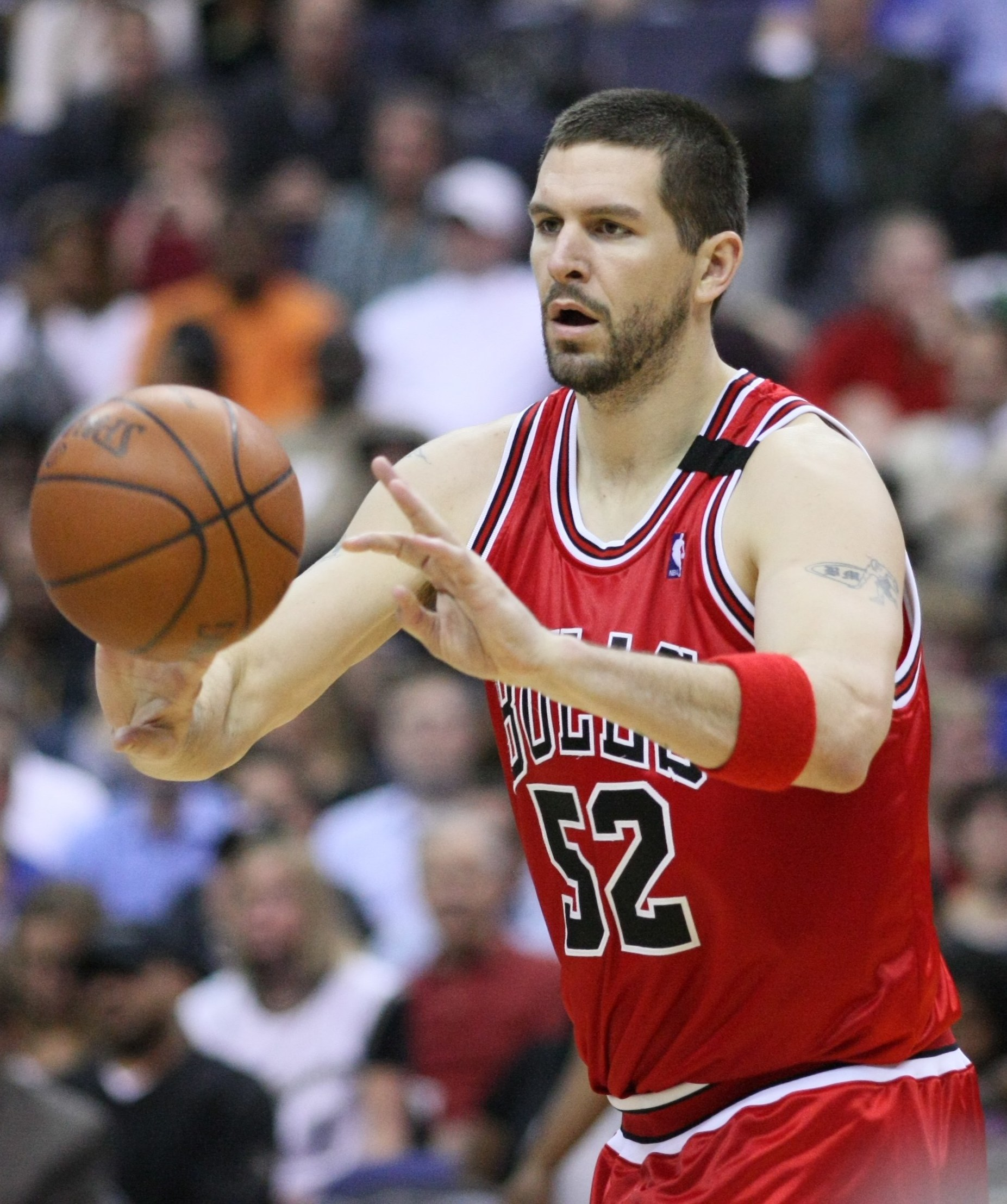
Брэд Миллер не был задрафтован, но провёл успешную 14-летнюю карьеру в НБА и дважды участвовал в Матче всех звёзд.

Эти игроки не были выбраны на драфте 1998 года, но сыграл как минимум одну игру в НБА.
| Игрок                | Национальность | Школа/Университет/Клуб   |
| -------------------- | -------------- | ------------------------ |
| Эрл Бойкинс          | США            | Истерн Мичиган Иглз      |
| Энтони Картер        | США            | Гавайи Рэйнбоу Уорриорз  |
| Майк Джэймс          | США            | Дьюкен Дьюкс             |
| Брэд Миллер          | США            | Пердью Бойлермэйкерс     |
| Шарунас Ясикявичюс   | Литва          | Мэриленд Террапинс       |
| Келли Маккарти       | США            | Саутерн Мисс Голден Иглз |
| Станислав Медведенко | Украина        | Будивельник (Украина)    |